# Loiching
Loiching település Németországban, azon belül Bajorországban. Lakosainak száma 3762 fő (2023. december 31.). Loiching Dingolfing, Moosthenning, Niederviehbach, Kröning, Aham és Marklkofen községekkel határos.

## Népesség
| Lakosok száma | 748  | 944  | 2350 | 2871 | 3501 | 3524 | 3563 | 3584 | 3735 | 3762 |
|               | 1875 | 1950 | 1975 | 1987 | 2012 | 2014 | 2016 | 2017 | 2021 | 2023 |